# アダン・ド・クラポンヌ

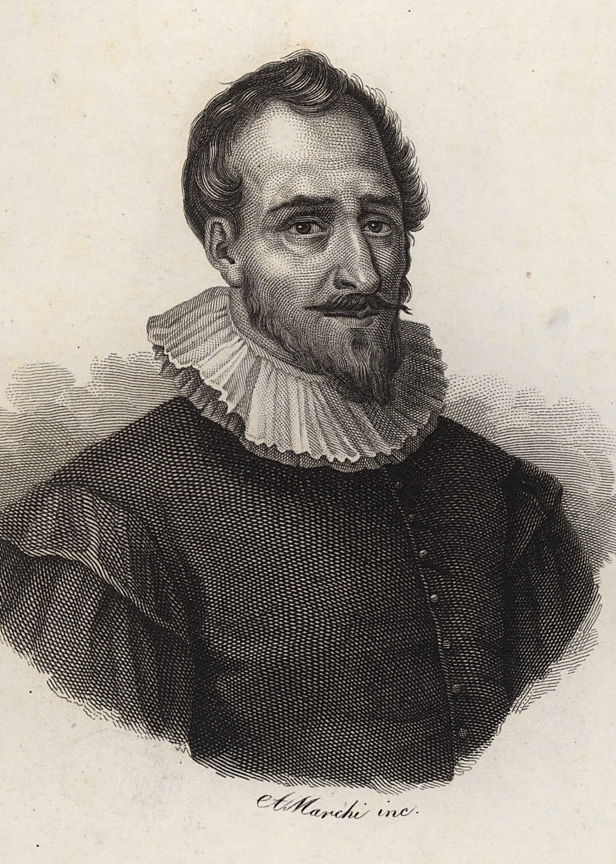
アダン・ド・クラポンヌの肖像画

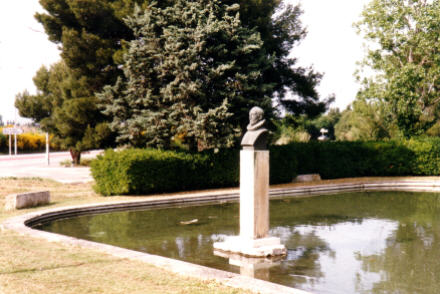
ラマノンにあるクラポンヌ運河の貯水池とアダン・ド・クラポンヌの胸像

アダン・ド・クラポンヌ（Adam de Crapponne, 1526年 - 1576年）は、16世紀フランスを代表する水利技師の一人。彼の手掛けた最大の事業であるクラポンヌ運河建設は、不毛のクロー平野を豊かな農地に変えた。なお、姓は "Craponne" と綴られることが多いが、彼自身は "Crapponne" と綴った。
クラポンヌの一族は、クラポンヌ＝シュル＝アルゾン（現オート＝ロワール県内）の出身であり、父の代にプロヴァンス州サロン・ド・クロー（現サロン＝ド＝プロヴァンス）に移住した。
クラポンヌ自身は、1526年の終わり頃に生まれたとされる（生年については異説もある）。青年期のことは余りよく分かっていないが、若いときから水利技術に関心をもっていたとされ、当時岩だらけの不毛の地であったクロー平野を肥沃にすることを計画した。
1554年8月には、カドネ近くのジャンソンでデュランス川の水を引くことと、その水をサン＝シャマやサロンを経由させて、ベール湖に流入させることについて、公的な許可を得た。これにより彼は私財を投じて運河建設に着手し、地元の名士たちからも出資を募って1559年4月に第一段階を完成させた。プロヴァンス史家セザール・ド・ノートルダムによれば、当時の地元民の中には実現不可能と見ていた知識人もいたといい、この完成には多くの人々が驚嘆したという。彼の功績は当時サロン・ド・クローの人々から称えられ、現在のサロン＝ド＝プロヴァンス市役所前などには彼の胸像が飾られている（胸像自体は後世に作られたものである）。
クラポンヌは更に運河を延長することを計画し、順次延長したが、最終的な完成を見る前にナントで没した。
彼は生前、クラポンヌ運河以外にも、ブーク運河建設、タラスコンやフレジュスの干拓事業、ナント近郊のグランリュー湖の干拓事業なども手掛けていた。